# Бомбардування Болгарії
Бомбардува́ння Болга́рії  — низка повітряних нападів на м. Софію та інші болгарські міста, а також анексовані території Македонії британських та американських ВПС під час Другої світової війни. Авіабомбардування відбулися 6 квітня 1941 (британські та сербські ВПС), найбільше 1943 і в січні-березні 1944.

## Підстави конфлікту
13 грудня 1941 Болгарія оголосила війну Великій Британії та США. 1943 військова авіація США та Великої Британії, базована у Північній Африці, а пізніше у південній Італії, почала виконувати додаткові стратегічні операції проти німецьких союзників, серед яких було й Третє Болгарське царство. Проте перші бомбардування території Болгарії почалися ще весною 1941, коли Німеччина перебувала в союзі із сталінським СССР.

## Географія бомбордувань
Крім самої столиці Болгарії, американські та британські ВПС бомбардували такі міста: Враца, Карлово, Кюстендил, Мездра, Добрич, Стара Загора, Велес, Скоп'є, Пловдив, Велико-Тирново, Шабла, Алфатар, Сопот, Русе, Лом і навіть села у Мезії та Фракії, зокрема у глухих гірських районах Родопів.

## Оцінки операції
Під час Другої світової війни, не зважаючи на неучасть Болгарії у бойових діях, британо-американські повітряні сили вдалися до жорстоких бомбардувань. Ознаки помсти за підтримку Німеччини вбачаються істориками через прицільне враження цивільних будівель у місті Софія:
- Народний театр (великі пошкодження),
- Спасо-Преображенський православний собор ХІ ст. (фактично зруйнований 1944),
- Національна публічна бібліотека (повністю знищена 30 березня 1944, при чому згоріли до 40,000 томів книжок),
- Кафедральний католицький храм св. Йосифа (повністю знищений 30 березня 1944 р.),
- Велика Софійська синагога,
- Духовна академія БПЦ,
- Богословський факультет Софійського універистету.

Також пошкоджені та спалені 12 657 будинків, зруйновано історичний центр Софії, вбито понад 2 000 цивільних людей.

## Опір болгарської авіації
Один з найбільших повітряних боїв болгарських ВПС відбувся 10 січня 1944 року. Місто Софію атакували 280 літаки противника — 180 бомбардувальника «Летучі фортеці» (143 B-17 Flying Fortress та 37 B-24 Liberator) та 100 винищувачів P-38 Lightning. Їм протистояли 39 болгарських винищувачі, які вилетіли на бій з летовищ Божурище, Враждебна і Карлово (16 Me-109G). Також до них приєдналися 30 німецьких винищувачів I./JG 5 «Eismeer» на машинах Me-109G під командуванням Герхарда Венгеля, який в цьому бої загинув.

## Політичні результати
Бомбардування до певної міри згуртували болгарське суспільство, та разом з тим сприяли активізації комуністичних диверсійних загонів, які органи НКВД СССР спрямовували проти законної влади у Софії.
Бомбардування союзної авіації, попри повне погодження операції з боку СССР, широко використовувалося сталінською пропагандою для нагнітання антизахідної істерії серед болгарського населення у післявоєнний час.
Трагедія бомбардувань Болгарії широко відображена в національній художній літературі, зокрема чутлива рефлексія на ті події існує в творах класика Йордана Радічкова.